# Kota Karang (Buay Sandang Aji)
Kota Karang is een bestuurslaag in het regentschap Ogan Komering Ulu Selatan van de provincie Zuid-Sumatra, Indonesië. Kota Karang telt 727 inwoners (volkstelling 2010).